# Amniotomie
L’amniotomie ou rupture artificielle des membranes est une intervention qui consiste à rompre la poche des eaux. Lors d'une contraction, la sage-femme ou le médecin réalisent l'amniotomie en griffant les membranes à l'aide un instrument appelé amniotome.
Condition necessaire avant l'amniotomie: Presentation bien fixé
Dilatation col de plus de 4 cm
Poche des eaux bien bombé
Contraction efficace

Pince Kocher.

Cet instrument est une simple tige avec un petit crochet à l'extrémité, une demi-pince Kocher peut très bien faire office.